# 巴黎-薩克雷大學
巴黎-萨克雷大学（法語：Université Paris-Saclay）（简称: UPSaclay或Saclay）是一所坐落于法国巴黎的世界顶尖研究型大学，是法国卓越大学计划高校，在校学生48000名，包含博士生4800名，起源于1200年建立的巴黎大学，后于2020年1月1日重组整合。1968年巴黎大学被拆散为13所大学(巴黎第1-13大学)，巴黎萨克雷大学是巴黎第十一大学的继承者，重组整合了巴黎-薩克雷高等師範學校、中央理工-高等电力学院等院校和研究所，总共拥有275个实验室，相当于13%的法国科研能力，被马克龙誉为“法国科学跳动的心脏”。
巴黎萨克雷大学位列2025世界大学学术排名全球第13名，欧陆第一。根据2023年软科世界大学学术排名，其数学位列世界第二，物理学位列世界第三。截至2022年，巴黎萨克雷的学生、教授及研究人员中走出了11位菲尔兹奖、3位诺贝尔奖得主，包括2022年诺贝尔物理学奖得主阿兰·阿斯佩以及2022年数学菲尔兹奖得主雨果·迪米尼-科潘。

## 历史
2017年10月马克龙访问大学时提出了将大学分拆为一所以综合性大学为主的和一所以工程师学校为主的两个机构。
2019年6月，学校的五个成员学校重组为巴黎理工学院。
根据2019年11月5日颁布的法案，学校成为实验性机构。
自2023年10月起，該大學一直是IPSA航空航天雙學位的合作夥伴。

## 办学目标
巴黎-萨克雷大学筹委会主席Dominique Vernay说该大学的办学目标是在世界大学学术排名中排前十，欧洲大陆第一。該大學也希望儘量發揮研究成果的經濟和商業潛力，一部份靠大學衍生企業（university spin-off）和研究衍生企業（research spin-off），但也會與成熟企業緊密合作。

## 现成员
校园面积达1,350英亩。未来将有约60,000名学生与10,500名科研人员。其成员有：

### 大学
- 巴黎第十一大学（Université Paris-Sud）
- 圣康丁昂伊夫利纳-凡尔赛大学（Université de Versailles-Saint-Quentin-en-Yvelines）
- 埃松河谷-埃夫里大学（Université Evry Val d'Essonne）

### 大学校
- 巴黎高科农业学院（AgroParisTech）
- 中央理工-高等电力学院（CentraleSupélec）
- 巴黎-萨克雷高等师范学校（École normale supérieure Paris-Saclay）
- 高等光学学院（Institut d'optique Graduate School）

### 研究组织
- 法国国家科学研究院（CNRS）
- 原子能和替代能源委员会（CEA）
- 法国高等科学研究所（IHES）
- 国家农业研究院（INRA）
- 法国国立資訊工程及自動化研究院（INRIA）
- 国立航空研究办公室（ONERA）
- 国立健康与药物研究所（INSERM）

- CEA
- IHES
- INRIA
- SOLEILSOLEIL

## 前成员
- 巴黎综合理工学院（École Polytechnique）
- 巴黎高科国立高等先进技术学院（ENSTA ParisTech）
- 巴黎高科国立统计与经济管理学院（ENSAE ParisTech）
- 巴黎高等电信学校（Télécom ParisTech）
- 南巴黎电信学校（Télécom SudParis）

## 著名人物

### 数学
- 勒内·托姆（1923－2002），教授，1958年获得菲尔兹奖
- 亚历山大·格罗滕迪克（1928－2014），教授，1966年获得菲尔兹奖
- 皮埃尔·德利涅（1944－），博士毕业生、教授，1978年获得菲尔兹奖
- 阿兰·科纳（1947－），教授，1982年获得菲尔兹奖
- 让·布尔甘（1954－2018），教授，1994年获得菲尔兹奖
- 让-克里斯托夫·约科兹（1957－2016），博士毕业生、教授，1994年获得菲尔兹奖
- 马克西姆·孔采维奇（1964－），教授，1998年获得菲尔兹奖
- 洛朗·拉福格（1966－），博士毕业生、教授，2002年获得菲尔兹奖
- 文德林·维尔纳（1968－），教授，2006年获得菲尔兹奖
- 吴宝珠（1972－），博士毕业生、教授，2010年获得菲尔兹奖
- 雨果·迪米尼-科潘 (1985-) ， 硕士毕业生、教授，2022年获得菲尔兹奖

### 物理
- 伊雷娜·约里奥-居里（1897－1956），奥赛理学院创始人，原子能和替代能源委员会高级专员，1935年获得诺贝尔化学奖
- 弗雷德里克·约里奥-居里（1900－1958），奥赛理学院创始人，原子能和替代能源委员会高级专员，1935年获得诺贝尔化学奖
- 皮埃尔-吉勒·德热纳（1932－2007），教授，1991年获得诺贝尔物理学奖
- 阿尔贝·费尔（1938－），教授，2007年获得诺贝尔物理学奖
- 阿兰·阿斯佩（1947－），教授，2022年获得诺贝尔物理学奖
- 皮埃尔·阿戈斯蒂尼（1941－），萨克雷核研究中心研究员，2023年获得诺贝尔物理学奖
- 安妮·吕利耶（1958－），萨克雷核研究中心实验物理学博士，2023年获得诺贝尔物理学奖

## 大学排名

### 综合排名
- U.S. News：世界第76，法国第3
- ARWU：世界第13，法国第1
- QS：世界第71，法国第4
- CWUR：世界第31，法国第2
- THE：世界第64，法国第2

| 年份 | U.S. News 世界/法国                        | ARWU 世界/法国                     | QS 世界/法国                                   | CWUR 世界/法国                     | THE 世界/法国                           |
| ---- | ------------------------------------------ | ---------------------------------- | ---------------------------------------------- | ---------------------------------- | --------------------------------------- |
| 2019 | 30/1                                       | 未列入（其成员南巴黎大学排名37/1） | 239/7（其成员中央理工-高等电力学院排名137/4）  | 未列入（其成员南巴黎大学排名78/4） | 未列入（其成员南巴黎大学排名201-250/7） |
| 2020 | 274/11                                     | 14/1                               | 262/10（其成员中央理工-高等电力学院排名139/4） | 32/2                               | 未列入（其成员南巴黎大学排名201-250/7） |
| 2021 | 未列入（其成员巴黎高科农业学院排名553/20） | 13/1                               | 305/11（其成员中央理工-高等电力学院排名138/4） | 32/2                               | 178/5                                   |
| 2022 | 60/2                                       | 16/1                               | 86/4                                           | 32/2                               | 117/4                                   |
| 2023 | 60/3                                       | 15/1                               | 69/4                                           | 32/2                               | 93/3                                    |
| 2024 | 76/3                                       | 12/1                               | 71/4                                           | 31/2                               | 58/2                                    |
| 2025 |                                            | 13/1                               |                                                |                                    | 64/2                                    |

### 数学专业排名
- U.S. News：世界第12，法国第3
- ARWU：世界第2，法国第1

| 年份 | U.S. News 世界/法国 | ARWU 世界/法国                    |
| ---- | ------------------- | --------------------------------- |
| 2019 | 1/1                 | 未列入（其成员南巴黎大学排名5/2） |
| 2020 | 44/7                | 1/1                               |
| 2021 | 未列入              | 1/1                               |
| 2022 | 11/3                | 1/1                               |
| 2023 | 12/3                | 2/1                               |
| 2024 | 14/3                | 2/1                               |

### 物理专业排名
- U.S. News：世界第14，法国第1
- ARWU：世界第8，法国第1

| 年份 | U.S. News 世界/法国                    | ARWU 世界/法国                     |
| ---- | -------------------------------------- | ---------------------------------- |
| 2017 |                                        | 未列入（其成员南巴黎大学排名12/1） |
| 2018 |                                        | 未列入（其成员南巴黎大学排名10/1） |
| 2019 | 5/1                                    | 未列入（其成员南巴黎大学排名9/1）  |
| 2020 | 98/7（其成员南巴黎大学排名27/2）       | 9/1                                |
| 2021 | 未列入（其成员高等光学学院排名531/23） | 9/1                                |
| 2022 | 9/1                                    | 9/1                                |
| 2023 | 10/1                                   | 3/1                                |
| 2024 | 14/1                                   | 8/1                                |

## 参看
- 中世纪大学列表
- 法国高等教育机构列表
- 巴黎理工学院

## 外部連結
- 官方网站

48°42′28″N 2°09′09″W / 48.7077°N 2.1525°W